# 8417 Lancetaylor
8417 Lancetaylor eller 1996 VG8 är en asteroid i huvudbältet som upptäcktes den 7 november 1996 av de båda japanska astronomerna Kazuro Watanabe och Kin Endate vid Kitami-observatoriet. Den är uppkallad efter Lance Taylor.
Asteroiden har en diameter på ungefär 4 kilometer.